# Maurice Verdeun
Maurice Verdeun (Burdeos, 5 de febrero de 1929-Eysines, 13 de octubre de 2014) fue un deportista francés que compitió en ciclismo en la modalidad de pista. Ganó una medalla de oro en el Campeonato Mundial de Ciclismo en Pista de 1950, en la prueba de velocidad individual.

## Medallero internacional
| Campeonato Mundial | Campeonato Mundial | Campeonato Mundial | Campeonato Mundial       |
| Año                | Lugar              | Medalla            | Competición              |
| ------------------ | ------------------ | ------------------ | ------------------------ |
| 1950               | Rocourt (Bélgica)  | Medalla de oro     | Velocidad individual (A) |